# Força inercial
Una força inercial és una força que associem a l'acceleració que apareix sobre un cos quan aquest és observat des d'un sistema de referència no inercial (és a dir, accelerat).
Altres noms per a la força inercial són:
- força fictícia[2] o pseudoforça:[3] posant l'èmfasi sobre el fet que aquestes forces, des d'un punt de vista físic, no són forces generades per cap altre cos i, per tant, no pertanyen a un parell de forces acció-reacció (vegeu Tercera Llei de Newton).
- força de d'Alembert: el filòsof i matemàtic francès Jean le Rond d'Alembert va ser el primer a fer servir les forces inercials presentant un estudi detallat del seu ús per a sistemes dinàmics accelerats al seu Traité de dynamique (1743).
- força no inercial:[4] posant l'èmfasi sobre el fet que aquestes forces es fan servir, des d'un punt de vista matemàtic, quan es vol ampliar formalment la Segona Llei de Newton per a aplicar-la a l'estudi d'un fenomen dinàmic des d'un sistema de referència no inercial.

L'expressió matemàtica general d'una força inercial és:
on {\displaystyle \mathbf {a} } correspon a l'acceleració del sistema de referència no inercial i {\displaystyle {\mathit {m}}\,\!} és la massa del cos al que associem la força inercial. Es pot observar a partir d'aquesta expressió que una característica fonamental de les forces inercials és que són sempre proporcionals a la massa del cos que s'està considerant.

## Origen i evolució del concepte de força inercial

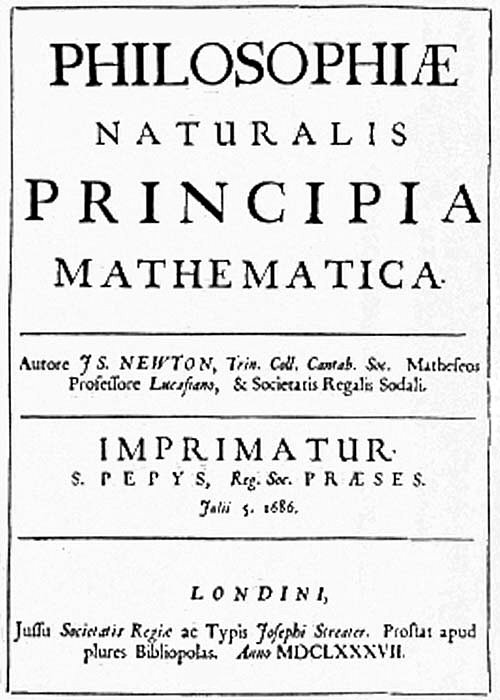
Philosophiae Naturalis Principia Mathematica d'Isaac Newton (1687).

La força inercial va aparèixer definida per primera vegada a l'obra del físic anglès Isaac Newton Philosophiae Naturalis Principia Mathematica l'any 1687. A la definició III va escriure "La força innata (vis insita) de la matèria és un poder de resistència de tots els cossos pel qual cada cos, i tot el que es troba en ell, roman en el seu estat, ja sigui de repòs o de moviment uniforme en línia recta."
En l'explicació afegida darrere de la definició Newton va posar a la força innata de la matèria el nom de força d'inèrcia, aclarint que aquesta força d'inèrcia i la inèrcia mateixa són dos conceptes físics intrínsecament relacionats: "Aquesta [força] sempre és proporcional al seu cos, i es diferencia de la inactivitat (inertia) de la massa només en la manera de concebre-la. Per la natura inert de la matèria (inertiam materiae), succeeix que els cossos no deixen el seu estat de repòs o de moviment si no és amb una certa dificultat. Per això, aquesta força innata (vis insita) pot ser anomenada amb el nom molt més significatiu de força d'inactivitat (vis inertiae)."
La natura d'aquesta força d'inèrcia la va explicar també en aquest mateix paràgraf: "Però un cos només exerceix aquesta força quan una força externa actua sobre ell alterant el seu estat, i l'exercici d'aquesta força [d'inèrcia] es pot considerar com resistència i com ímpetu: resistència en tant que el cos s'oposa a la força externa per a mantenir el seu estat actual; ímpetu en tant que el cos, sense cedir fàcilment a la força externa exercida per un altre cos, s'esforça a canviar l'estat d'aquest altre cos." (es pot llegir el text original en llatí de les definicions al Vicifons i una traducció anglesa al Wikisource).
Per tant, segons Newton, la inèrcia és alguna mena de força latent que és inherent a la matèria. Aquesta força latent només es manifesta realment (i llavors rep el nom de força d'inèrcia) quan s'exerceix sobre un cos una força externa que intenta canviar el seu estat de moviment.
El concepte de força que va presentar Newton als Principia va ser criticat per diversos filòsofs de l'època. Aquestes crítiques van començar dirigides cap a la força gravitatòria (pel seu caràcter de força a distància) però aviat es van ampliar fins al concepte mateix de força per se. Així, filòsofs com George Berkeley o Pierre Louis Moreau de Maupertuis van considerar les forces introduïdes per Newton no com una qualitat física real sinó com una hipòtesi matemàtica. I la filosofia empirista de David Hume va aconseguir que la comunitat de filòsofs i científics de l'època estigués cada vegada més convençuda de què la noció científica de força no tenia res a veure amb les explicacions causals i que, a més, la connexió entre causa i efecte en ciència no era una qüestió de lògica sinó una d'experiència empírica o observació.

Jean le Rond d'Alembert (1717-1783) publicà el seu Traité de dynamique l'any 1743. En aquest tractat d'Alembert va fer servir, per primera vegada, les forces inercials per a resoldre problemes de dinàmica.

Va ser en aquest clima de crítica constant al concepte de força que Jean le Rond d'Alembert, al seu Traité de dynamique (1743), va fer servir un punt de vista completament empíric en afirmar que "tot el que es pot percebre de forma clara en el moviment d'un cos és el fet que aquest travessa una certa distància en un cert temps. I aquesta és l'única idea d'on s'han d'extreure els principis de la mecànica [...]; per tant, ningú estarà sorprès que, com a conseqüència, deixi de banda les causes motrius per ocupar-me'n només del moviment que aquestes produeixen." D'aquesta manera, d'Alembert s'estalviava fer cap mena de consideració sobre la natura de les forces en general i, en particular, sobre la natura de la força inercial que ell mateix anava a fer servir en els seus càlculs posteriors.
Al llarg de la resta del segle xviii i fins a mitjans del segle xix, es van presentar diverses concepcions de la força, ja sigui com a noció intuïtiva de la qual es té coneixement empíric (seguint la definició IV dels Principia) i se'n deriva la massa, o ja sigui com a magnitud derivada de l'acceleració i la massa (prenent la Segona LLei de Newton com a definició de força). L'any 1865, el físic francès Adhémar Jean Claude Barré de Saint-Venant va escriure el que es podria considerar un resum de la idea que molts científics de l'època tenien sobre les forces: "sigui quin sigui el problema de mecànica considerat (terrestre o celeste), les forces mai apareixen entre les dades a considerar o entre les solucions del problema en qüestió. Aquestes són introduïdes només com a conceptes auxiliars amb l'objectiu de facilitar la resolució del problema i, finalment, ser eliminades per a poder donar la solució en termes de distàncies, temps i velocitats." Així, les forces anaven perdent el seu caràcter de concepte fonamental relacionat amb les causes del moviment (enfront d'altres conceptes que guanyaven el caràcter de fonamentals, com l'energia) per a convertir-se en un pas metodològic dintre del càlcul de fenòmens dinàmics.
Però d'aquestes afirmacions no s'havia de derivar automàticament que les forces fossin una simple ficció. De fet, l'únic que s'estava afirmant era que:
1. les forces no podien pertànyer al conjunt de conceptes que poden fonamentar la mecànica (conceptes més adients per a fonamentar-la eren, per exemple, l'energia, la quantitat de moviment o el treball),
2. per tant, les forces només es podien derivar d'altres conceptes que sí que eren fonamentals (producte de la massa per l'acceleració, variació de la quantitat de moviment respecte del temps, variació de l'energia respecte de l'espai),
3. en qualsevol cas, independentment de què alguns autors incidissin en el caràcter antropomòrfic de l'origen del concepte de força (com va fer Henri Poincaré a la seva obra La Science et l'Hypothèse, 1902), o fins i tot que uns altres afirmessin que la noció de força no era més que un fantasma producte de l'antic espiritualisme de l'ésser humà (Karl Pearson a Grammar of Science, 1892), el cert és que l'ésser humà tenia la necessitat inel·ludible d'associar alguna mena de causa als canvis de moviment que observava al seu voltant, i a aquesta causa, fos quina fos la seva naturalesa i encara que ja no formés part del conjunt de conceptes fonamentals de la física, l'anomenava força.

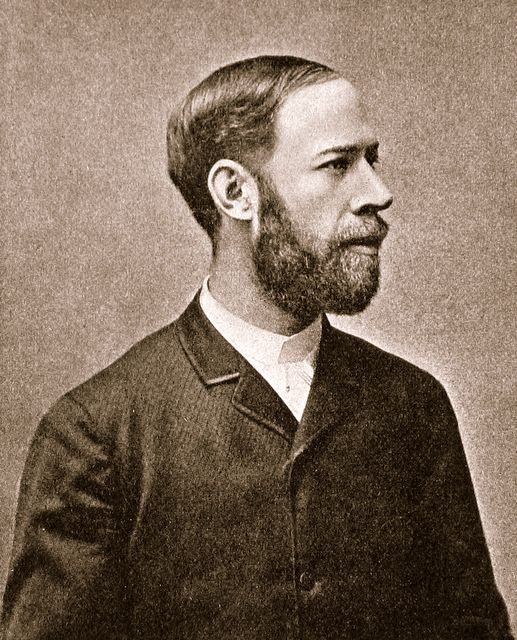
Heinrich Rudolf Hertz (1857-1894). Es va publicar el seu Die Prinzipien der Mechanik in neuem Zusammenhang dargestellt pòstumament l'any 1894. En aquest tractat Hertz va afirmar que l'anomenada força centrífuga no podia ser una força dintre de l'esquema de la mecànica newtoniana.

Dintre d'aquest esperit de finals del segle xix, encarnat per físics com Ernst Mach o Gustav Kirchhoff, en el que semblava voler-se desterrar definitivament el concepte de força dels fonaments de la física, Heinrich Rudolf Hertz va escriure el seu tractat de mecànica Die Prinzipien der Mechanik in neuem Zusammenhang dargestellt (publicat pòstumament l'any 1894). En aquest tractat, Hertz presentava una mecànica fonamentada només en els conceptes de massa, espai i temps. Segons Hertz era necessari no només tenir en compte les forces electrodinàmiques (tema central de les seves investigacions) sinó també de les forces gravitatòries, de totes les forces a distància i en definitiva de totes les forces mecàniques.
La seva crítica al concepte tradicional de força newtoniana la va fer mitjançant l'exemple d'una pedra lligada a una corda girant al voltant de la mà d'una persona: aquesta persona és clarament conscient d'estar exercint una força sobre la pedra (la força centrípeta), aquesta força fa que constantment la pedra es desviï del camí rectilini per a seguir una trajectòria circular, però "la Tercera Llei de Newton requereix una força oposada a la força feta per la mà sobre la pedra. Respecte a aquesta força oposada l'explicació usual és que la pedra reacciona fent una força sobre la mà que correspon a la força centrífuga, i que aquesta força centrífuga és de fet exactament igual i de sentit contrari a la força exercida per la mà. Ara bé, és aquesta manera d'expressar-se correcta? Això que anomenem força centrífuga és quelcom més que la inèrcia de la pedra? Podem, sense destruir la claredat dels conceptes, prendre en consideració l'efecte de la inèrcia dues vegades --primer com a massa i segon com a força? En les nostres lleis del moviment, la força era la causa del moviment, i estava present abans del moviment. Podem, sense confusió, començar a parlar de forces que apareixen amb el moviment? Que són conseqüència del moviment? Podem comportar-nos com si ja haguéssim establert alguna cosa sobre les forces d'aquest nou tipus a les nostres lleis, com si pel fet d'anomenar-les forces ja poguéssim investir-les de les propietats de les forces? Aquestes preguntes tenen com a única resposta una negativa." D'aquesta manera Hertz va arribar a la conclusió de què allò que normalment s'anomenava força centrífuga no era, parlant amb propietat, cap força. De fet, era només una qüestió de tradició històrica haver-la anomenat com tal. A part d'això, Hertz no va aclarir res més sobre l'ús del concepte de força inercial, encara que la seva conclusió respecte a la força centrífuga ha quedat per a la posteritat.
Un fet remarcable de l'evolució de totes aquestes concepcions sobre les forces és que cap dels autors esmentats anteriorment va parlar mai de les forces inercials com forces associades a sistemes de referència no inercials. Aquesta relació va aparèixer explícitament a la Teoria de la Relativitat d'Albert Einstein.
Avui dia, els experts encara discuteixen, no només la natura del concepte de força o del de força inercial, sinó també com s'han d'interpretar les explicacions que Newton va exposar als Principia sobre aquestes. Dels resultats d'aquestes investigacions és d'on surten les diferents concepcions sobre força i sobre força inercial que tenim actualment.

## Exemples de forces inercials
Avui dia, s'anomena força inercial a la força que s'associa matemàticament (i de fet, també instintivament, donada la necessitat de l'ésser humà d'associar alguna mena de causa als canvis de moviment que observa al seu voltant) a l'acceleració que apareix sobre un cos quan aquest és observat des d'un sistema de referència no inercial (accelerat). En el cas particular en què tant el cos com l'observador es troben tots dos dintre del mateix sistema de referència accelerat, hom associa aquesta força inercial amb la inèrcia que presenten els cossos de manera similar a com ho va fer Newton als seus Principia.

### Moviment rectilini accelerat
Quan una persona es troba dintre d'un vehicle que accelera, aquesta té immediatament la sensació que ha aparegut una força que l'empeny en sentit contrari a l'acceleració del vehicle, força que ha de compensar ja sigui mantenint l'equilibri si es troba dempeus (és a dir, fent ella mateixa una força amb una de les cames sobre el terra del vehicle per a aprofitar el fregament amb el terra), aprofitant la força de contacte amb el seient si es troba asseguda, o agafant-se a qualsevol objecte fix al vehicle. Tanmateix, si es penja un pèndol del sostre del vehicle, s'observa com aquest es manté desplaçat en sentit contrari a l'acceleració tot el temps que aquesta duri. Només quan el vehicle deixa d'accelerar i es mou a velocitat constant, el viatger deixa de sentir la força que l'empeny cap enrere i el pèndol recupera la seva posició vertical.

#### Des d'un sistema de referència no inercial
De fet, l'única cosa que es pot afirmar des de la perspectiva d'un observador no inercial que es trobi també dintre del vehicle és que, durant el temps que el vehicle accelera, tant la persona com el pèndol pateixen una acceleració cap a la part posterior del vehicle durant un petit interval de temps i que tots dos han aconseguit quasi immediatament una nova posició d'equilibri gràcies, respectivament, a la força de fregament amb el terra i a la tensió de la corda.
Des d'un punt de vista formal, si es representen sobre la persona i sobre el pèndol totes les forces que hi actuen, s'observa que cadascuna d'elles (representades en blau en el gràfic) té el seu corresponent parell d'acció-reacció (representades en carbassa); però també s'observen dues característiques especials:
1. cap de les forces és per si mateixa la responsable de l'acceleració que tots dos cossos pateixen (cap d'elles apunta en el sentit de l'acceleració apareguda),
2. si es fa la suma vectorial de totes les forces aplicades sobre cada un dels cossos (representades en blau), la suma no és nul·la encara que els cossos es troben en equilibri respecte a l'observador no inercial.

D'aquí, els científics infereixen que ni el criteri d'equilibri estàtic per a moviments de translació (la suma de forces no està donant zero encara que els cossos es troben en equilibri) ni la Segona Llei de Newton (la suma de forces no està donant el producte de la massa de cada un dels cossos per l'acceleració que ha aparegut en els cossos abans que aquests aconseguissin l'equilibri) són aplicables quan s'observa un fenomen físic qualsevol des d'un sistema de referència no inercial.
No obstant això, si s'associa una nova força a l'acceleració que s'observa (la força inercial, representada en verd), aleshores el criteri d'equilibri estàtic i la Segona Llei de Newton tornen a ser aplicables.

D'aquesta manera, la Segona Llei de Newton aplicada al pèndol i a la persona pren la forma de les equacions respectives:

On {\displaystyle {\mathit {T}}\,\!} és la tensió de la corda que manté el pèndol en suspensió, {\displaystyle \alpha \,\!} l'angle que aquesta corda fa amb la vertical, i {\displaystyle {\mathit {F}}_{R}\,\!} és la força que la persona fa per mantenir-se en equilibri i no caure cap enrere víctima de l'acceleració que ha adquirit quan el vehicle s'ha posat en marxa. A més, {\displaystyle {\mathit {f}}_{i}\,\!} i {\displaystyle {\mathit {F}}_{i}\,\!} són les forces inercials associades al pèndol i a la persona, respectivament.
El valor que ha de tenir el mòdul de cada una de les forces inercials associades per tal que es compleixi la Segona Llei de Newton és precisament el producte de la massa de cada un dels cossos per l'acceleració del sistema no inercial i, per tant, les equacions de la dinàmica des del sistema de referència no inercial prenen la forma definitiva:

#### Des d'un sistema de referència inercial
Considerant un sistema de referència inercial que es trobi fora del vehicle accelerat, a l'anàlisi de forces anterior no hi ha cap força inercial, però, en canvi, el vehicle té una acceleració {\displaystyle \mathbf {a} } que evidentment també tenen tant el pèndol com la persona. En aquest cas, la Segona Llei de Newton aplicada a ambdós cossos té la seva forma estàndard:

### Moviment circular: força centrífuga
Un efecte similar a l'anteriorment esmentat succeeix quan s'observa el que sent una persona o el desplaçament que pateix un pèndol a dintre d'un vehicle que gira a velocitat constant. En aquest cas, la força inercial (anomenada força centrífuga) sembla empènyer la persona i el pèndol cap enfora de la trajectòria circular. En el cas de la persona, aquesta es veu obligada una vegada més a compensar l'aparició d'aquesta força centrífuga aprofitant el fregament amb el terra, el contacte amb el seient o agafant-se a algun objecte fix a l'interior del vehicle. En el cas del pèndol aquest es veu desplaçat fins que adquireix un angle amb la vertical adequat perquè part de la tensió de la corda que el sosté i la força centrífuga quedin en equilibri (vegeu força centrífuga).
Des del punt de vista d'un sistema de referència inercial, no hi ha cap força centrífuga a l'anàlisi de forces. De fet, les úniques forces que hi són presents són una part de la tensió de la corda per al pèndol i la força de fregament per a la persona. Aquestes forces reben el nom de forces centrípetes donat que apunten cap al centre de la trajectòria circular (vegeu força centrípeta).

### Moviment circular: força de Coriolis
Un tercer exemple de força inercial es pot trobar en l'anomenat efecte Coriolis. La força inercial associada (anomenada força de Coriolis) apareix a conseqüència del desplaçament d'un cos dintre o a sobre d'un sistema en moviment circular. Tot i això, aquest fenomen només es pot observar de forma relativament fàcil quan el sistema que gira és de dimensions molt grans (com la Terra) i el cos que es troba dintre del sistema està al seu torn desplaçant-se grans distàncies respecte d'aquest (un projectil, un avió o la pròpia atmosfera terrestre). Per exemple, si es menysprea el fregament amb l'aire, un objecte que es deixa caure des de 50 metres d'alçada a un punt de l'equador terrestre impactarà sobre el terra en un punt situat a 7,7 mm de distància de la vertical cap a l'est degut a la força de Coriolis (vegeu força de Coriolis).

## El caràcter aparent de les forces inercials
El caràcter aparent de les forces inercials, motiu pel qual hi ha científics que les anomenen forces fictícies o pseudoforces, es pot comprendre millor si es comparen les dues situacions següents:
1. el cos observat i l'observador es troben tots dos a dintre del mateix sistema accelerat (cas exposat més amunt),
2. l'observador es troba a dintre d'un sistema accelerat però el cos observat no està dintre d'aquest mateix sistema.

### El que se sent
En el cas en què el cos observat i l'observador es troben tots dos a dintre del mateix sistema accelerat (en el gràfic, el vehicle), en el moment mateix en què el vehicle comença a accelerar l'observador veu com tant el pèndol com la persona s'acceleren automàticament cap a la part posterior del vehicle.
En el cas del pèndol, el fet que aquest estigui lligat al sostre del vehicle implica que hi ha una força de contacte que impedeix que el pèndol s'allunyi indefinidament de la seva posició original respecte del vehicle. Aquesta força es propaga al llarg del pèndol molt ràpidament, però no instantàniament, la qual cosa fa que la part del pèndol més allunyada del sostre trigui una mica a patir els efectes de la força de contacte. Quan l'efecte de la força de contacte arriba a l'extrem inferior del pèndol, aquest deixa d'accelerar-se, perquè la força li ho impedeix, aconseguin un estat d'equilibri amb un cert angle d'inclinació. Des de la perspectiva de l'observador que l'acompanya dintre del vehicle, considerant un punt de vista newtonià (és a dir, com si el vehicle no es trobés accelerat) i, de fet, considerant el punt de vista del seu "sentit comú inercial", ha d'haver-hi alguna força que fa que el pèndol es trobi inclinat cap enrere. Aquesta força és precisament la força d'inèrcia de la qual va parlar Newton als seus Principia, i per tant, aquesta força no és més que la manifestació de la inèrcia del cos.
En el cas de la persona, aquesta no es troba lligada a cap part del vehicle i, per tant, ha d'espavilar-se per mantenir l'equilibri aprofitant el fregament amb el terra si vol continuar movent-se alhora que el vehicle. Una vegada més, aquesta força de contacte no es propaga instantàniament al llarg del cos de la persona, cosa que fa que aquesta es trobi lleugerament corbada cap enrere. Aquesta persona i l'observador estaran d'acord que alguna mena de força empeny la persona: la força d'inèrcia.

### El que es calcula
En el cas en què només l'observador es troba a dintre del sistema accelerat, de tal manera que els cossos observats (el pèndol i la persona) es troben a dintre d'un vehicle que està en repòs respecte del terra, el fenomen canvia força d'aspecte.
L'observador veu com el pèndol i la persona s'allunyen amb una acceleració {\displaystyle {\mathit {a}}\,\!}. Tanmateix, el pèndol i la persona no pateixen els efectes d'aquesta acceleració, en el sentit que no han d'adquirir cap mena de nova posició d'equilibri per a mantenir-se dintre de l'autobús. Si l'observador insisteix a fer servir la Segona Llei de Newton per a justificar l'acceleració que el pèndol i la persona tenen des del seu punt de vista, ha d'associar una vegada més una força inercial a aquesta acceleració. Però en aquest cas resulta més difícil de creure que aquesta força que l'observador fa servir en els seus càlculs té cap mena de relació amb la inèrcia del pèndol i de la persona (segons Newton, si la persona i el pèndol no pateixen una força externa horitzontal, la inèrcia no es manifesta en la forma de força, sinó que es manté latent).

## Derivació matemàtica de les forces inercials

### Derivació matemàtica general
Sigui una partícula de massa {\displaystyle m} i posició {\displaystyle \mathbf {x} _{A}(t)} en un sistema de referència inercial A. Sigui tanmateix un sistema de referència no inercial B per al qual {\displaystyle \mathbf {X} (t)} indica la seva posició relativa respecte del sistema de referència A. Com B és no inercial, aleshores d²X/dt² (l'acceleració del sistema de referència B respecte del sistema de referència A) és diferent de zero. Si {\displaystyle \mathbf {x} _{B}(t)} és la posició de la partícula en el sistema de referència B, aleshores es compleix la relació 
Fent la derivada segona respecte del temps s'obté 
Les forces aplicades sobre la partícula són les que s'observen al sistema de referència A (l'inercial), i per tant, fent servir la Segona Llei de Newton
Si ara es treballa en el sistema de referència B, és útil considerar el conjunt de forces que apareixen en aquest sistema com les forces efectives
Si es defineixen les forces inercials com
s'obté l'expressió final
Amb aquesta expressió es poden resoldre problemes dinàmics en el sistema de referència no inercial B fent servir la Segona Llei de Newton amb les variables d'aquest sistema i considerant Fi com una força addicional. En aquest desenvolupament s'ha considerat en tot moment que la massa de la partícula es manté constant amb el temps.

### Derivació matemàtica per a un sistema de referència en rotació
Quan un sistema dinàmic es troba en rotació, és útil fer servir un sistema de referència no inercial B per analitzar la dinàmica del fenomen. En aquest sistema de referència, degut a l'acceleració present en qualsevol moviment de rotació, sempre apareixerà una força inercial que pot simplificar els càlculs matemàtics.
La relació entre l'acceleració en el sistema de referència inercial A i l'acceleració en el sistema de referència en rotació B amb una velocitat angular {\displaystyle {\boldsymbol {\omega }}} es pot expressar com
{\displaystyle \mathbf {a} _{A}=\left({\frac {d\mathbf {v} _{A}}{dt}}\right)_{A}=\left({\frac {d\mathbf {v} _{A}}{dt}}\right)_{B}+{\boldsymbol {\omega }}\times \mathbf {v} _{A}}
on s'ha fet servir la relació de la derivada temporal d'un vector en un sistema de coordenades en rotació per a un vector qualsevol {\displaystyle \mathbf {H} }
{\displaystyle \left({\frac {d\mathbf {H} }{dt}}\right)_{A}=\left({\frac {d\mathbf {H} }{dt}}\right)_{B}+{\boldsymbol {\omega }}\times \mathbf {H} }
Com {\displaystyle \mathbf {v} _{A}=\mathbf {v} _{B}+{\boldsymbol {\omega }}\times \mathbf {r} \ }, l'acceleració passa a ser
{\displaystyle \mathbf {a} _{A}=\left({\frac {d(\mathbf {v} _{B}+{\boldsymbol {\omega }}\times \mathbf {r} )}{dt}}\right)_{B}+{\boldsymbol {\omega }}\times \mathbf {v} _{B}+{\boldsymbol {\omega }}\times ({\boldsymbol {\omega }}\times \mathbf {r} )}
o, escrit d'una altra manera,
{\displaystyle \mathbf {a} _{A}=\mathbf {a} _{B}+{\frac {d{\boldsymbol {\omega }}}{dt}}\times \mathbf {r} +2{\boldsymbol {\omega }}\times \mathbf {v} _{B}+{\boldsymbol {\omega }}\times ({\boldsymbol {\omega }}\times \mathbf {r} )}
L'acceleració en el sistema de referència en rotació B és, per tant,
{\displaystyle \mathbf {a} _{B}=\mathbf {a} _{A}-2{\boldsymbol {\omega }}\times \mathbf {v} _{B}-{\boldsymbol {\omega }}\times ({\boldsymbol {\omega }}\times \mathbf {r} )-{\frac {d{\boldsymbol {\omega }}}{dt}}\times \mathbf {r} }
Finalment, com la força efectiva en el sistema de referència en rotació és {\displaystyle \mathbf {F} _{\mbox{ef}}=m\cdot \mathbf {a} _{B}\ } i, per definició, {\displaystyle \mathbf {F} _{\mbox{ef}}=\mathbf {F} _{\mbox{ap}}+\mathbf {F} _{\mbox{i}}\ }, la força inercial queda 
{\displaystyle \mathbf {F} _{\mbox{i}}=-2m{\boldsymbol {\omega }}\times \mathbf {v} _{B}-m{\boldsymbol {\omega }}\times ({\boldsymbol {\omega }}\times \mathbf {r} )-m{\frac {d{\boldsymbol {\omega }}}{dt}}\times \mathbf {r} }
En aquesta expressió es pot identificar la força de Coriolis en el primer terme, la força centrífuga en el segon terme, i la força d'Euler en el tercer. En el cas d'un planeta, com la velocitat angular no canvia amb el temps, la força d'Euler és zero.